# Трг тополиваца (Крагујевац)
44° 0′ 27.2″ N 20° 54′ 48.0″ E / 44.007556° С; 20.913333° И
| Трг тополиваца | Трг тополиваца              |
| -------------- | --------------------------- |
|                |                             |
| Почетак        | улица Косовска (Крагујевац) |
| Дужина         | 165 m                       |
| Ширина         | 53 m                        |
| Створена       |                             |
| Названа        |                             |
|                |                             |
|                |                             |
| Трг тополиваца |                             |

Трг тополиваца налази се готово у самом центру Крагујевца. Иако се данас користи као градски паркинг, у његовој непосредној близини налази се низ културно—историјских споменика, а и сам је значајан за историју радничког покрета у Србији. Трг је такође и једна од локација на којима се одржава Арсенал фест. У близини трга се, испред зграде „Заставе”, налази споменик Тополивцу.

## Историја
На овом крагујевачком тргу је давне 1876. године развијен барјак „Самоуправе”, под којим су се радници Тополивнице борили и изборили за своја радничка и политичка права. Због тога симболизује борбу крагујевачког и српског радништва за боље сутра и на њему се одржавају првомајски скупови.

## Објекти на тргу
- Музеј Стара ливница
- Кнежев арсенал
- Зграда „Заставе”
- Споменик Тополивцу
- Стара црква у Крагујевцу

- Зграда „Заставе” и споменик Тополивцу
- Музеј Стара ливница
- Стара црква